# Texella welbourni
Texella welbourni is een hooiwagen uit de familie Phalangodidae.